# Ammophilomima siamae
Ammophilomima siamae là một loài ruồi trong họ Asilidae. Ammophilomima siamae được Martin miêu tả năm 1973. Loài này phân bố ở miền Ấn Độ - Mã Lai.